# Nina ten Broek
Nina ten Broek (Amersfoort, 4 juli 2001) is een Nederlandse waterpolospeler die sinds 2021 uitkomt voor de Spaanse club CN Terrassa. 
Eerder kwam ze uit voor Polar Bears in Ede en de Italiaanse Serie A-club Rari Nantes Florentia. Met Polar Bears won Ten Broek de landstitel in 2018 en de KNZB-beker in 2019.
Ten Broek maakte in 2022 haar debuut op een groot internationaal toernooi toen ze voor het Wereldkampioenschap in Boedapest werd geselecteerd en daar met het Nederlands seniorenteam een bronzen medaille won.
Ze maakte ook deel uit van de selectie die bij de Wereldbeker Superfinale 2023 zilver won. In datzelfde jaar volgde het wereldkampioenschap 2023 in Fukuoka, waar ze met het Nederlandse team goud won.

## Erelijst

### Club
- 2018: Landstitel met Polar Bears
- 2019: KNZB-beker met Polar Bears

### Nationale team
- 2022:  Wereldkampioenschap in Boedapest
- 2023:  Wereldbeker in Long Beach
- 2023:  Wereldkampioenschap in Fukuoka
- 2024:  Europees kampioenschap in Eindhoven
- 2024:  Olympische Spelen